# Pseudocepphus teres
Pseudocepphus teres är en utdöd fågel i familjen alkor inom ordningen vadarfåglar. Den beskrevs 2009 utifrån fossila lämningar från miocen funna i Maryland, USA.